# Jouanne (Romaine)
Pour les articles homonymes, voir Jouanne (homonymie).
La Jouanne est un ruisseau qui coule dans le département de la Haute-Saône. C'est un affluent de la Romaine en rive gauche, donc un sous-affluent du Rhône par la Saône.

## Géographie
De 11,2 km de longueur, la Jouanne prend sa source sur la commune de Frasne-le-Château à 256m d’altitude et s’écoule en direction du nord. Elle traverse les communes de Vaux-le-Moncelot, Les Bâties et La Vernotte avant de rejoindre la Romaine à La Romaine.
La Jouanne a une longueur totale de 11,2 km et une pente assez faible (en moyenne : 4,2 ‰).

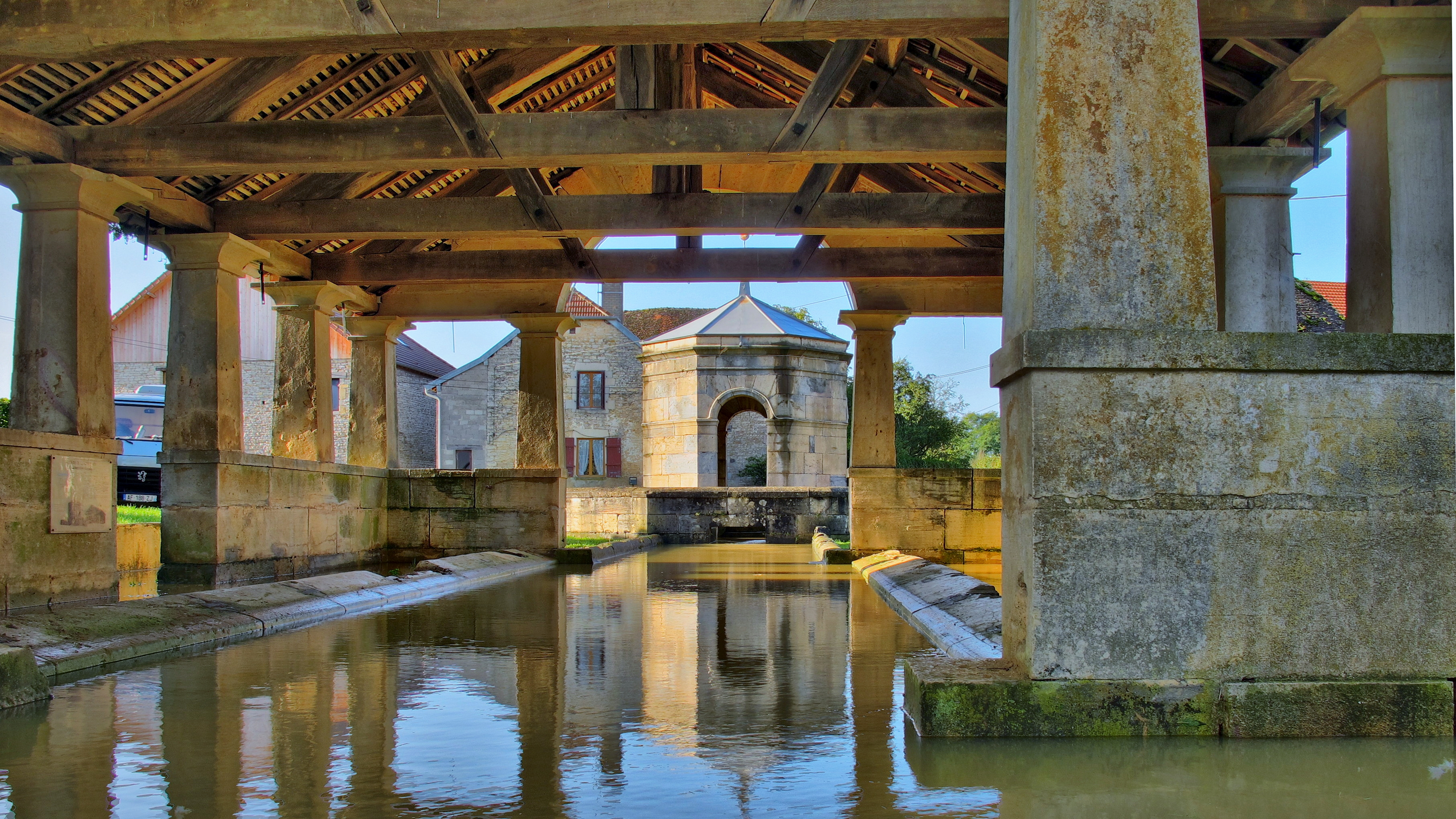
Une des sources de la Jouanne qui alimente la grande fontaine de Frasne-le-Château.

### Communes traversées
La Jouanne traverse cinq communes situées dans le département de la Haute-Saône : Frasne-le-Château, Vaux-le-Moncelot, Les Bâties, La Vernotte et La Romaine.

### Bassin versant
La Jouanne traverse une seule zone hydrographique : La Romaine (U062),.

## Affluents
La Jouanne a un seul affluent référencé :
- le ruisseau des Ecornes (rg[note 2]) 3 km sur les trois communes de La Romaine (confluence), Saint-Gand (source), La Vernotte[2].

### Rang de Strahler
Donc le rang de Strahler de la Jouanne est de deux.

## Hydrologie
La Jouanne présente des fluctuations saisonnières de débit assez marquées. Son régime hydrologique est dit pluvial.